# Bramo 323 Fafnir
Il Bramo 323 Fafnir era un motore aeronautico radiale a 9 cilindri sviluppato dall'azienda tedesca Brandenburgische Motorenwerke GmbH (Bramo) e prodotto, oltre che dalla stessa, anche dalla BMW dopo l'acquisizione dell'azienda. Venne realizzato nel periodo precedente alla seconda guerra mondiale ed utilizzato, seppure in modo limitato, su diversi velivoli durante il conflitto.
Il motore era basato fortemente sulle esperienze accumulate dalla Siemens-Halske AG, assorbita successivamente dalla Bramo, nella produzione su licenza del motore britannico Bristol Jupiter.

## Sviluppo

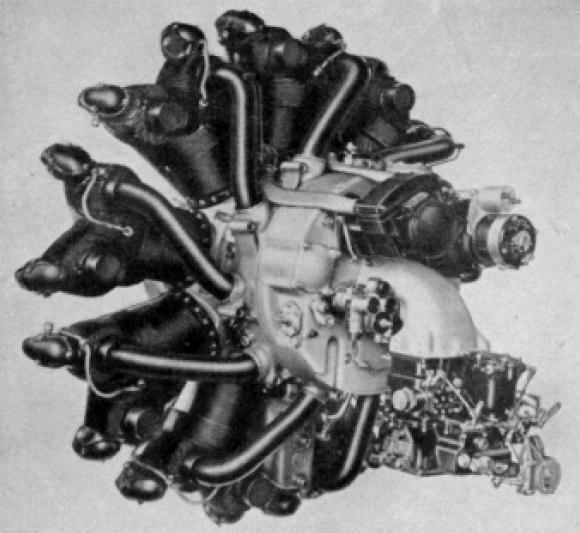
Bramo FAFNIR 323 J vista posteriore

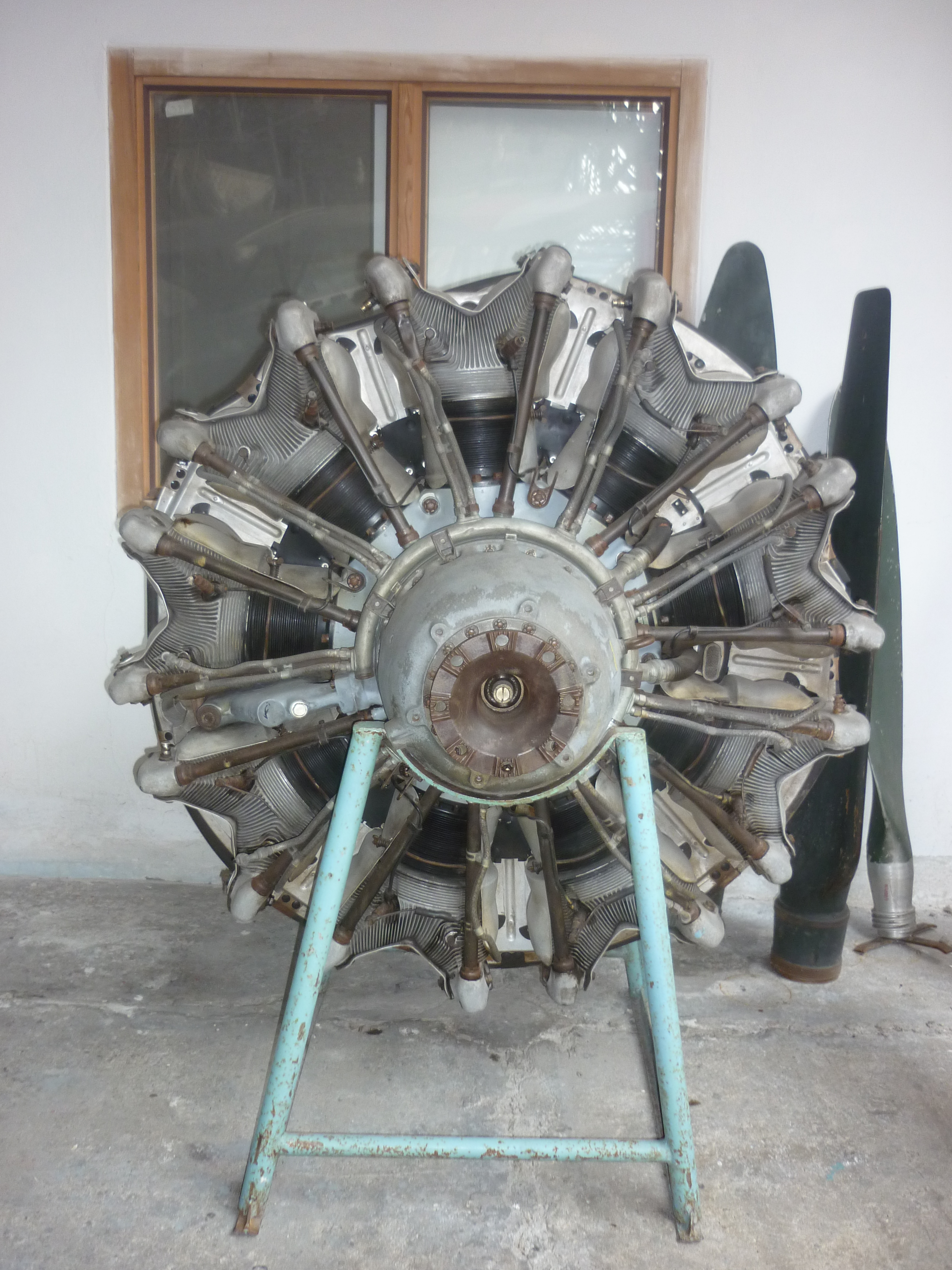
Bramo 323

Lo sviluppo del 323 prese l'avvio dalla volontà di disporre di un motore che fosse più grande del Jupiter. Inizialmente ci si basò sulle versioni tedesche del motore inglese quali lo Siemens-Halske Sh 20 e lo Sh 21 realizzati nel 1929. Il progetto venne rivisto nel 1930 concretizzandosi nello Sh 22. La potenza erogata da questo motore era di 950 hp (708 kW). Come per lo Jupiter, l'aspetto di questo motore appariva datato, avendo ancora i bilancieri della distribuzione posti davanti al motore.
Nella metà degli anni trenta il Reichsluftfahrtministerium, il Ministero dell'Aria del Reich (RLM), razionalizzò la classificazione dei motori assegnando ad ogni produttore una determinata serie numerica. Alla Bramo venne assegnato il blocco dei numeri 300. A seguito di questa nuova classificazione il motore Sh 22 divenne il Bramo 322.
Il 322 però nonostante lo sviluppo rimase sempre un motore afflitto da problemi di affidabilità anche quando venne introdotto in servizio. Il reparto di ingegneria continuò a sviluppare questo progetto dotando il motore di un sistema di iniezione del carburante e un nuovo compressore meccanico. Era nato il Bramo 323. La sua cilindrata era di poco inferiore ai 27 litri e forniva 900 hp (671 kW), a 2.500 giri al minuto, al suolo. A 3.100 metri il motore erogava 1.000 hp (746 kW). La differenza nella potenza fornita dal motore era data dalla regolazione per le alte quote del suo compressore.
Il primo 323 venne prodotto in due versioni, A e B, che differivano tra di loro per il senso di rotazione, destro e sinistro, del motore. Il motore era pensato per l'impiego sui velivoli bimotori e in questo modo era possibile annullare la coppia di rotazione cioè quella forza che spinge il velivolo in una data direzione, di solito quella nella quale ruota l'elica. Con entrambi i motori funzionanti, che giravano in versi opposti, la coppia veniva in pratica annullata.
Lo sviluppo successivo venne rappresentato dalla versione C e D del 323. Come per i motori A7B anche questi avevano un senso di rotazione opposto. Rispetto alla prima versione in questi motori il compressore era tarato in modo tale da fornire il massimo apporto alle basse quote. I motori C7D erogavano quindi 1.000 hp (746 kW) al decollo.
Le versioni finali dello sviluppo del 323 sono la P, la R e la T. Questi motori montavano un compressore a due stadi in modo da migliorare le prestazioni del motore a diverse quote. La potenza di decollo quindi rimaneva quella dei motori C/D, cioè 1.000 hp (746 kW), mentre a 4000 metri il motore poteva ancora erogare 940 hp (701 kW). Sulla sottoversione R-2 venne anche montato il sistema di iniezione di acqua e metanolo MW 50. Questo permetteva di portare a 1.200 hp (895 kW), per un breve periodo, la potenza fornita dal motore.

## Impiego
Il Bramo 323 Fafnir venne montato su diversi velivoli tedeschi quali il bombardiere Dornier Do 17, sull'idrovolante Dornier Do 24, sul velivolo da ricognizione e appoggio tattico Henschel Hs 126, sul quadrimotore da trasporto passeggeri Focke-Wulf Fw 200 e sull'elicottero Focke-Achgelis Fa 223.
A limitare l'impiego del motore fu anche il suo alto consumo specifico che gli fece preferire il più parsimonioso BMW 132. Questo valore diminuì un poco a bassa quota nei motori della versione C/D nei quali il compressore, per il suo funzionamento, richiedeva meno potenza al motore.
Nel 1939 la BMW acquistò la Bramo e la produzione del 323 continuò solo in piccoli numeri quale ricambio per i velivoli che lo utilizzavano, tra tutti il Do 17. Con il passaggio alla BMW anche la designazione del motore si fa meno precisa in quanto viene indicato, contemporaneamente, come BMW, Bramo o Fafnir.
La produzione del motore terminò nel 1944 dopo che ne erano stati realizzati 5.500 esemplari.

## Aerodine utilizzatrici

### Velivoli
Germania
- Arado Ar 196
- Arado Ar 232
- Dornier Do 17
- Dornier Do 24
- Focke-Wulf Fw 200
- Henschel Hs 126
- Junkers Ju 252
- Junkers Ju 352

### Elicotteri
Germania
- Focke-Achgelis Fa 223